# Schlotzsky’s
Schlotzsky’s ist eine US-amerikanische Schnellrestaurantkette, die hauptsächliche Sandwiches verkauft und ihre Filialen in 36 Staaten der USA hat. Nachdem die Filiale in Köln am Hohenzollernring geschlossen wurde, befand sich die einzige deutsche Filiale in der Friedrichstraße, später in der Leipziger Straße in Berlin. Diese wurde aber mittlerweile geschlossen.
Das Unternehmen wurde 1971 von Don und Dolores Dissman in Austin, Texas gegründet. Zehn Jahre später eröffnet Schlotzsky’s bereits die 100. Filiale und erwirtschaftet einen Umsatz von 18 Millionen US-Dollar. 1999 stagnierte der Umsatz bei 400 Millionen US-Dollar, der in 760 Filialen erwirtschaftet wurde. Nachdem das Unternehmen 2003 einen Verlust von 11,3 Millionen US-Dollar einfuhr, meldete es Mitte 2004 Insolvenz an. Die Schlotzsky’s-Aktien wurden daraufhin vom Handel an der NASDAQ ausgesetzt, und das Unternehmen in einer Auktion versteigert.
Heute gehört es zu Focus Brands, einer mehrheitlich in Besitz der Roark Capital Group befindlichen Gruppe von Schnellrestaurantketten.